# Azza Besbes
Pour les articles homonymes, voir Besbes.
 (février 2021).
Si vous disposez d'ouvrages ou d'articles de référence ou si vous connaissez des sites web de qualité traitant du thème abordé ici, merci de compléter l'article en donnant les références utiles à sa vérifiabilité et en les liant à la section « Notes et références ».
Azza Besbes (arabe : عزة بسباس), née le 28 novembre 1990 à Abou Dabi, est une escrimeuse tunisienne pratiquant le sabre. Elle est la sœur des escrimeuses Sarra, Hela et Rim Besbes, ainsi que de l'escrimeur Ahmed Aziz Besbes.
En juin 2011, elle figure à la 7e place du classement de la Fédération internationale d'escrime, dans la catégorie du sabre féminin senior individuel. Il s'agit de son meilleur classement à ce jour[réf. nécessaire].

## Biographie

### Histoire de famille
L'escrime est une histoire de famille pour la fratrie Besbes. En effet, leur mère Hayet Besbes (née Ben Ghazi) a été championne de Tunisie de fleuret alors que leur père Ali Besbes a été basketteur et professeur d'éducation physique. Ce dernier se met à l'escrime et développe sa carrière à Abou Dhabi où il devient un encadreur sportif. Les cinq enfants du couple sont initiés à l'escrime et tous finissent par intégrer l'équipe nationale de Tunisie.
Azza Besbes s'installe à seize ans à Paris pour progresser, conciliant ses études avec la pratique du sport. Elle intègre le Cercle d'escrime orléanais, l'un des pôles de formation du sabre français. Elle est alors invitée à participer aux stages de l'équipe de France féminine. En 2008, elle intègre le club parisien de l'US Métro. Dans ce contexte, elle fait partie d'un programme ministériel de soutien aux sportifs d'élite qui lui permet de bénéficier d'une bourse nationale. Même si elle vit en France, elle est rattachée à la Fédération tunisienne d'escrime.
Azza Besbes est ingénieure en systèmes d'information diplômée de l'ECE Paris et détentrice d'un master spécialisé en management de la performance opérationnelle et financière de l'ESCP Europe. Elle travaille en tant que consultante au sein du cabinet Ernst & Young.

### Carrière
Aux championnats arabes de 2005, elle remporte la première place dans la catégorie individuelle des cadets, la troisième place dans la catégorie individuelle des juniors ainsi que la première place par équipe junior.
En 2006, Azza Besbes se classe douzième aux championnats du monde cadets et 27e aux championnats juniors. L'année suivante, elle remporte une médaille de bronze — devenant la première sabreuse tunisienne, africaine et arabe à monter sur le podium dans une telle compétition — et la cinquième place aux championnats juniors. Aux Jeux panarabes de 2007, elle se classe deuxième après sa sœur Hela en individuel, tout en remportant la médaille d'or par équipe[réf. nécessaire].
En 2008, elle finit 20e aux championnats du monde juniors. Après avoir été championne d'Afrique durant cette même année, elle participe aux Jeux olympiques d'été de 2008, dans la catégorie du sabre individuel. Le 9 août, en battant successivement en seizièmes de finale la Française Léonore Perrus (huitième mondiale) et en huitièmes de finale la Canadienne Olya Ovtchinnikova (en), Azza Besbes devient, à l'âge de 17 ans, la première escrimeuse africaine et arabe à atteindre les quarts de finale d'un tournoi individuel olympique d'escrime. En quarts de finale, elle bouscule l'Américaine et numéro un mondiale, Rebecca Ward, mais celle-ci revient à la marque et finit par la devancer (14-12). Parvenant à égaliser à la fin du combat (14-14), Besbes est à une touche seulement des demi-finales et du podium olympique, lorsque la quinzième touche est attribuée à Ward. Elle termine finalement à la 7e place.
En 2009, elle remporte la troisième place au sabre féminin individuel à l'occasion de la coupe du monde junior tenue à Dormagen, devenant la première sabreuse tunisienne, africaine et arabe à remporter une médaille dans une telle compétition. Aux championnats du monde 2009 seniors organisés la même année à Antalya, elle termine 33e au sabre féminin individuel et 16e au sabre féminin par équipes. Aux Jeux méditerranéens de 2009, elle obtient la cinquième place en individuel.
Début 2010, elle remporte une médaille de bronze en sabre féminin à l'occasion de la coupe du monde junior organisée à Budapest et une autre à Dourdan. Au mois de mars, elle remporte une médaille de bronze en individuel et la quatrième place par équipe aux championnats du monde junior tenus à Bakou.
Alors qu'elle a rejoint le cercle d'escrime de Monastir pour un an (2013-2014)[réf. nécessaire], elle remporte la médaille de bronze en individuel aux Jeux méditerranéens de 2013.
Sacrée championne d'Afrique en 2017, elle finit deuxième aux championnats du monde organisés à Leipzig, devenant ainsi la première Tunisienne à devenir vice-championne du monde et la seule à avoir gagné une médaille aux championnats du monde des trois catégories d'âge (cadettes, juniors et seniors)[réf. nécessaire].
L'année suivante, elle obtient la médaille d'or en individuel aux Jeux méditerranéens de 2018. Le 19 avril 2018, elle met un terme à sa carrière sportive à la suite d'un bras de fer qui l'oppose au ministère de la Jeunesse et des Sports tunisien : celle-ci a indiqué se trouver dans une situation financière l'empêchant de payer ses dettes et de se préparer alors que le ministère a publié les sommes touchées par l'escrimeuse en 2017-2018. Besbes a par ailleurs critiqué les termes du nouveau contrat que lui a proposé le ministère. Trois jours plus tard, le groupe Zouari annonce qu'il devient le sponsor officiel de l'escrimeuse.
Aux championnats juniors de la Méditerranée, elle obtient trois médailles d'or en 2005 (par équipe), 2006 (individuel) et 2010 (individuel), cinq médailles d'argent en 2004 (par équipe), 2006 (par équipe), 2007 (individuel), 2008 (par équipe) et 2010 (par équipe) et trois médailles de bronze en 2004, 2005 et 2008 (individuel).
Au niveau national, elle obtient à cinq reprises le titre de championne de Tunisie senior en sabre féminin individuel (2004, 2005, 2006, 2007 et 2014) ; elle est également vice-championne en 2003, après avoir perdu contre sa sœur Hela en finale, et remporte une médaille de bronze dans la même catégorie en 2002. À huit occasions, elle est aussi championne dans la catégorie junior.

## Décorations
- Chevalier de l'Ordre de la République tunisienne (13 août 2017)[22].

## Palmarès
- Championnats du monde
  -  Médaille d'argent en individuel aux championnats du monde 2017 à Leipzig
- Épreuves de coupe du monde
  -  Médaille d'argent en individuel à la coupe du monde de Coblence sur la saison 2009-2010
  -  Médaille de bronze en individuel à la coupe du monde de Bologne sur la saison 2010-2011
  -  Médaille de bronze en individuel à la coupe du monde de Londres sur la saison 2011-2012
- Jeux africains
  -  Médaille d'or par équipes aux Jeux africains de 2007 à Alger
  -  Médaille d'argent en individuel aux Jeux africains de 2007 à Alger
- Jeux panarabes
  -  Médaille d'or par équipes aux Jeux panarabes de 2007 au Caire[réf. nécessaire]
  -  Médaille d'or en individuel aux Jeux panarabes de 2011 à Doha[24]
  -  Médaille d'or par équipes aux Jeux panarabes de 2011 à Doha[réf. nécessaire]
  -  Médaille d'argent en individuel aux Jeux panarabes de 2007 au Caire[24]
- Championnats d'Afrique
  -  Médaille d'or en individuel aux championnats d'Afrique 2006 à Casablanca
  -  Médaille d'or par équipes aux championnats d'Afrique 2006 à Casablanca
  -  Médaille d'or en individuel aux championnats d'Afrique 2008 à Casablanca
  -  Médaille d'or par équipes aux championnats d'Afrique 2008 à Casablanca
  -  Médaille d'or en individuel aux championnats d'Afrique 2009 à Dakar
  -  Médaille d'or par équipes aux championnats d'Afrique 2009 à Dakar
  -  Médaille d'or par équipes aux championnats d'Afrique 2010 à Tunis
  -  Médaille d'or en individuel aux championnats d'Afrique 2011 au Caire
  -  Médaille d'or par équipes aux championnats d'Afrique 2011 au Caire
  -  Médaille d'or en individuel aux championnats d'Afrique 2012 à Casablanca
  -  Médaille d'or par équipes aux championnats d'Afrique 2012 à Casablanca
  -  Médaille d'or en individuel aux championnats d'Afrique 2013 au Cap
  -  Médaille d'or par équipes aux championnats d'Afrique 2013 au Cap
  -  Médaille d'or en individuel aux championnats d'Afrique 2014 au Caire
  -  Médaille d'or par équipes aux championnats d'Afrique 2014 au Caire
  -  Médaille d'or en individuel aux championnats d'Afrique 2015 au Caire
  -  Médaille d'or par équipes aux championnats d'Afrique 2015 au Caire
  -  Médaille d'or en individuel aux championnats d'Afrique 2016 à Alger
  -  Médaille d'or par équipes aux championnats d'Afrique 2016 à Alger
  -  Médaille d'or en individuel aux championnats d'Afrique 2017 au Caire
  -  Médaille d'or en individuel aux championnats d'Afrique 2018 à Tunis
  -  Médaille d'or par équipes aux championnats d'Afrique 2018 à Tunis
  -  Médaille d'or par équipes aux championnats d'Afrique 2019 à Bamako
  -  Médaille d'argent en individuel aux championnats d'Afrique 2010 à Tunis
  -  Médaille d'argent par équipes aux championnats d'Afrique 2017 au Caire
- Jeux méditerranéens
  -  Médaille d'or en individuel aux Jeux méditerranéens de 2018 à Tarragone
  -  Médaille de bronze en individuel aux Jeux méditerranéens de 2013 à Mersin

- -  Médaille d'argent par équipes à la coupe 2009 à Orléans
  -  Médaille de bronze par équipes à la coupe 2008 à Orléans

- Championnats de France
  -  Médaille d'or par équipes aux championnats de France 2008 à Livry-Gargan
  -  Médaille d'or par équipes aux championnats de France 2009 à Vittel
  -  Médaille d'argent par équipes aux championnats de France 2011 à Pau
  -  Médaille de bronze par équipes aux championnats de France 2013 à Orléans

- -  Médaille d'or par équipes aux championnats de Tunisie 2003
  -  Médaille d'or en individuel aux championnats de Tunisie 2004
  -  Médaille d'or par équipes aux championnats de Tunisie 2004
  -  Médaille d'or en individuel aux championnats de Tunisie 2005
  -  Médaille d'or en individuel aux championnats de Tunisie 2006
  -  Médaille d'or par équipes aux championnats de Tunisie 2006
  -  Médaille d'or en individuel aux championnats de Tunisie 2007
  -  Médaille d'or par équipes aux championnats de Tunisie 2007
  -  Médaille d'or en individuel aux championnats de Tunisie 2014
  -  Médaille d'argent par équipes aux championnats de Tunisie 2002
  -  Médaille d'argent en individuel aux championnats de Tunisie 2003
  -  Médaille de bronze en individuel aux championnats de Tunisie 2002
  -  Médaille de bronze par équipes aux championnats de Tunisie 2005

## Classement en fin de saison
| Année | 2007 | 2008 | 2009 | 2010 | 2011 | 2012 | 2013 | 2014 | 2015 | 2016 | 2017 | 2018 | 2019 | 2020 | 2021 |
| ----- | ---- | ---- | ---- | ---- | ---- | ---- | ---- | ---- | ---- | ---- | ---- | ---- | ---- | ---- | ---- |
| Rang  | 45   | 16   | 18   | 14   | 8    | 9    | 15   | 14   | 10   | 10   | 10   | 32   | 56   | 51   | 57   |